# Vulkanisk aska

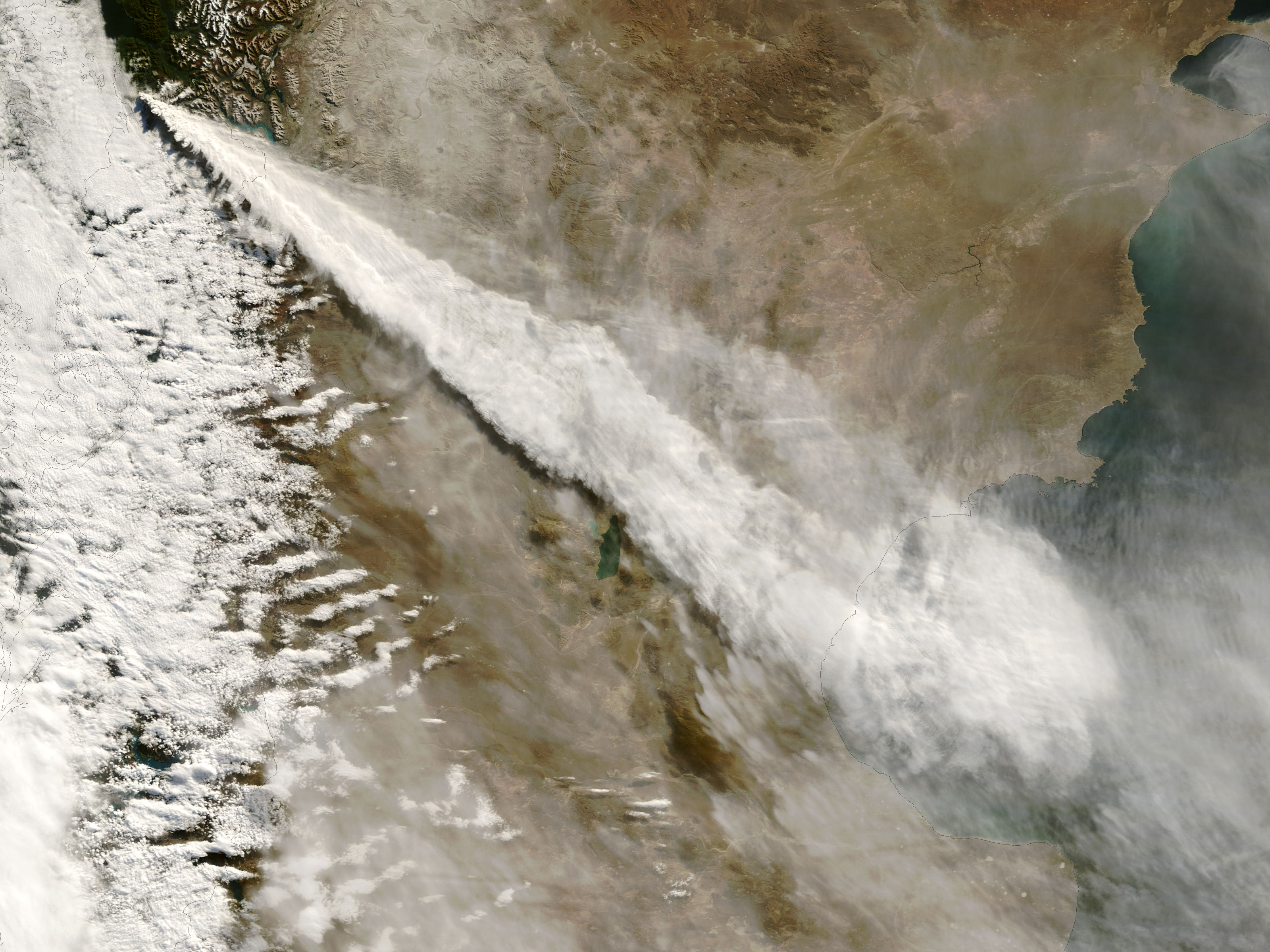
Askmoln från 2008 års utbrott från Chaitén som sträcker sig över Patagonien från Stilla havet till Atlanten.

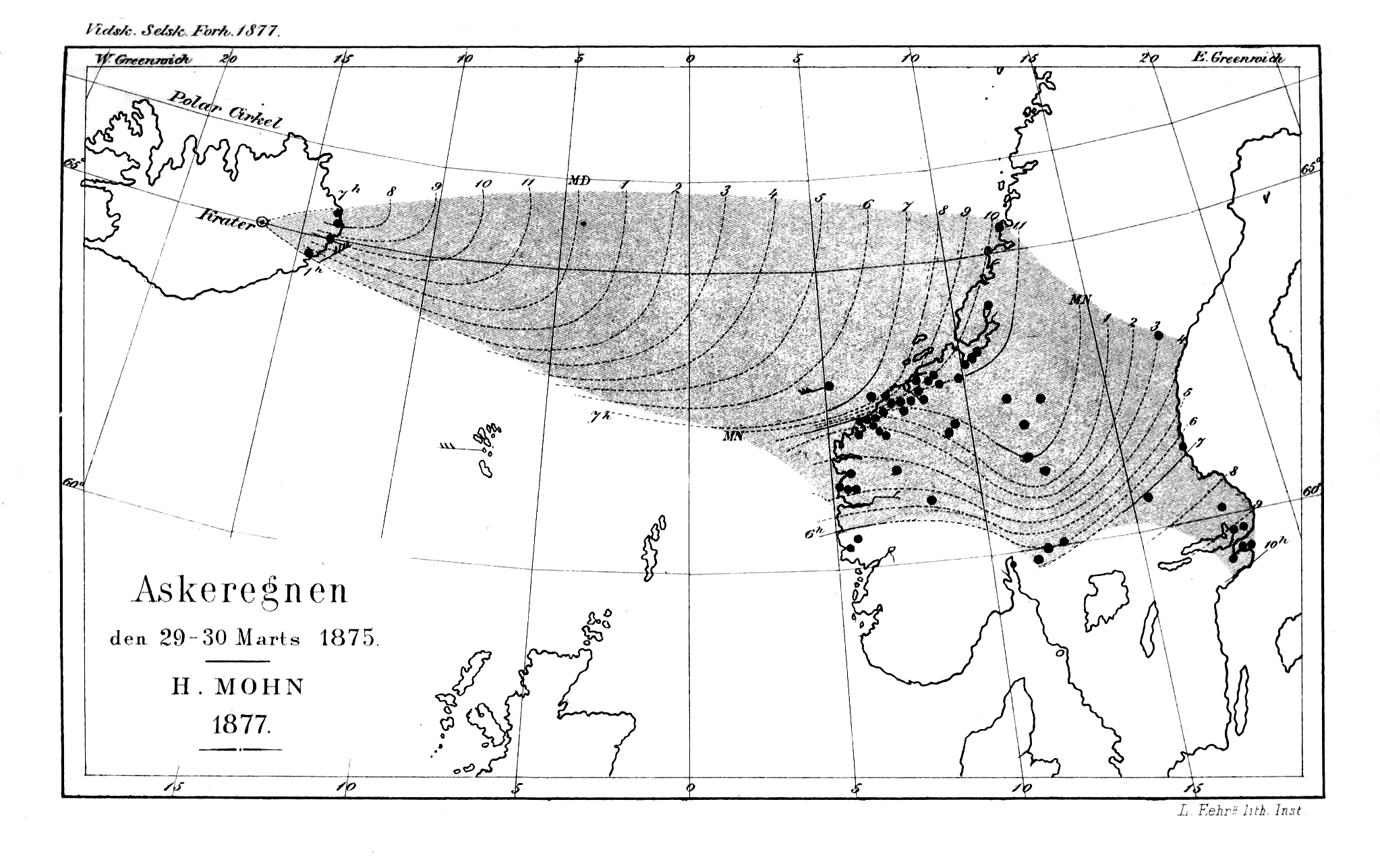
1875 spred en eruption från Island sin aska över Skandinavien i 48 timmar.

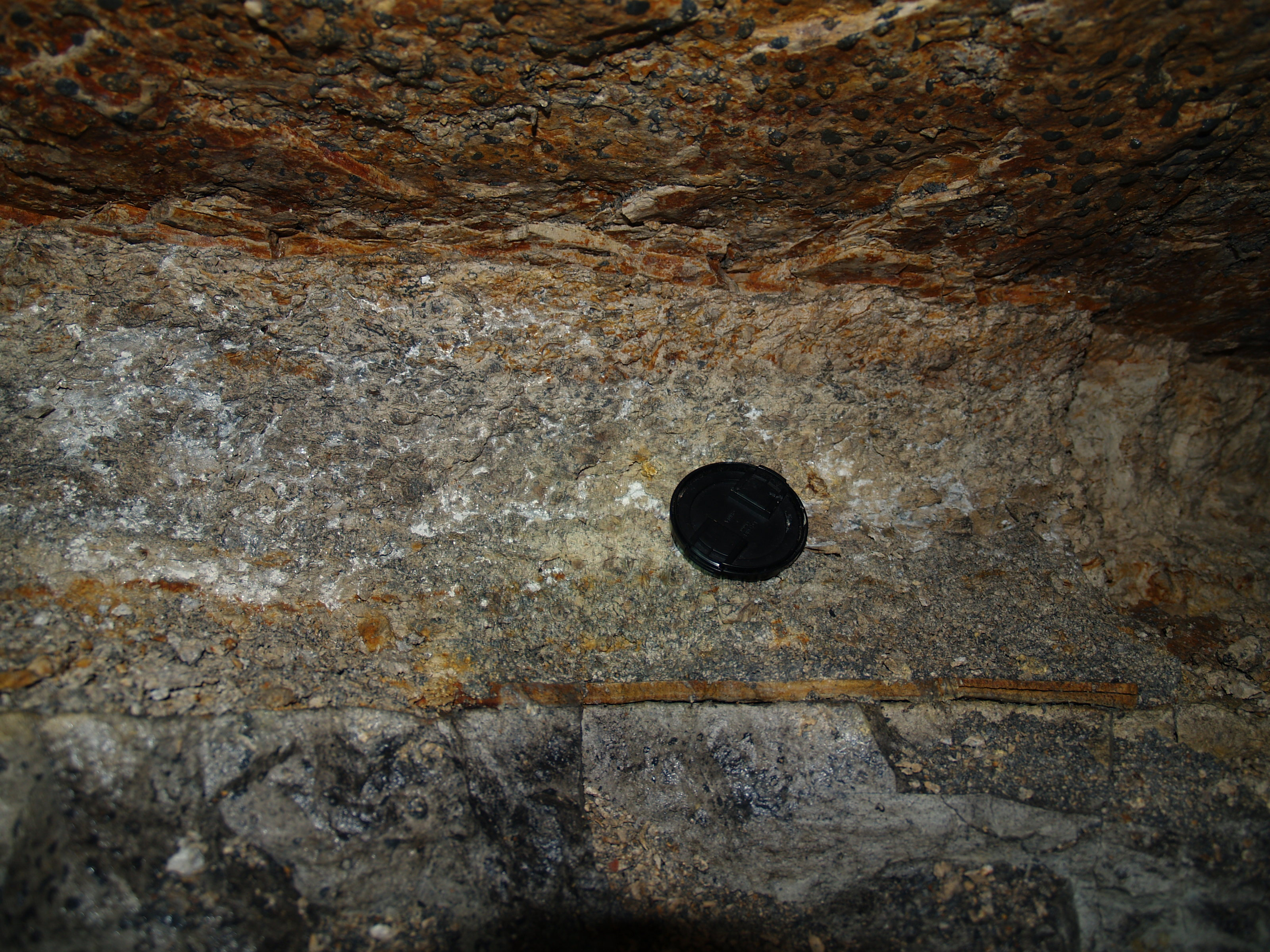
454 miljoner år gammal vulkanaska mellan lagren kalksten i katakomberna i Peter den stores sjöfästning i Estland nära Laagri (diametern på linsskyddet är 58 mm).

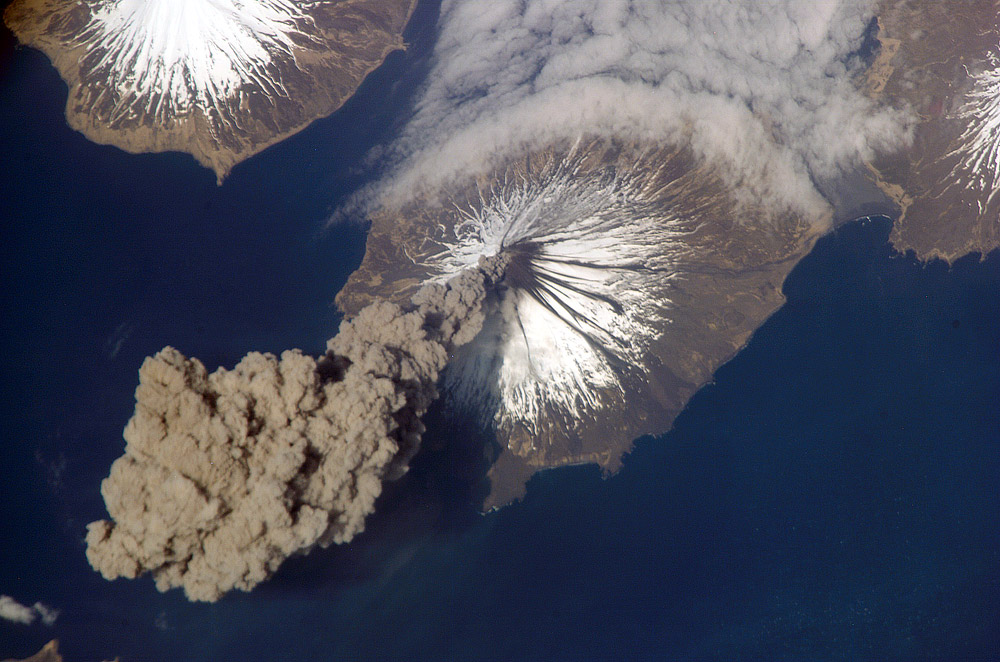
Askplym från Mount Cleveland, en stratovulkan.

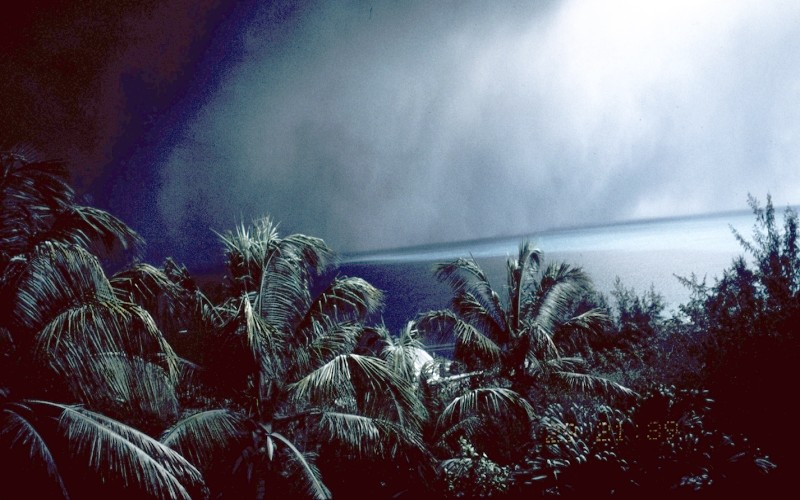
Dagtidsbild från askfallet vid Montserrat (1997).

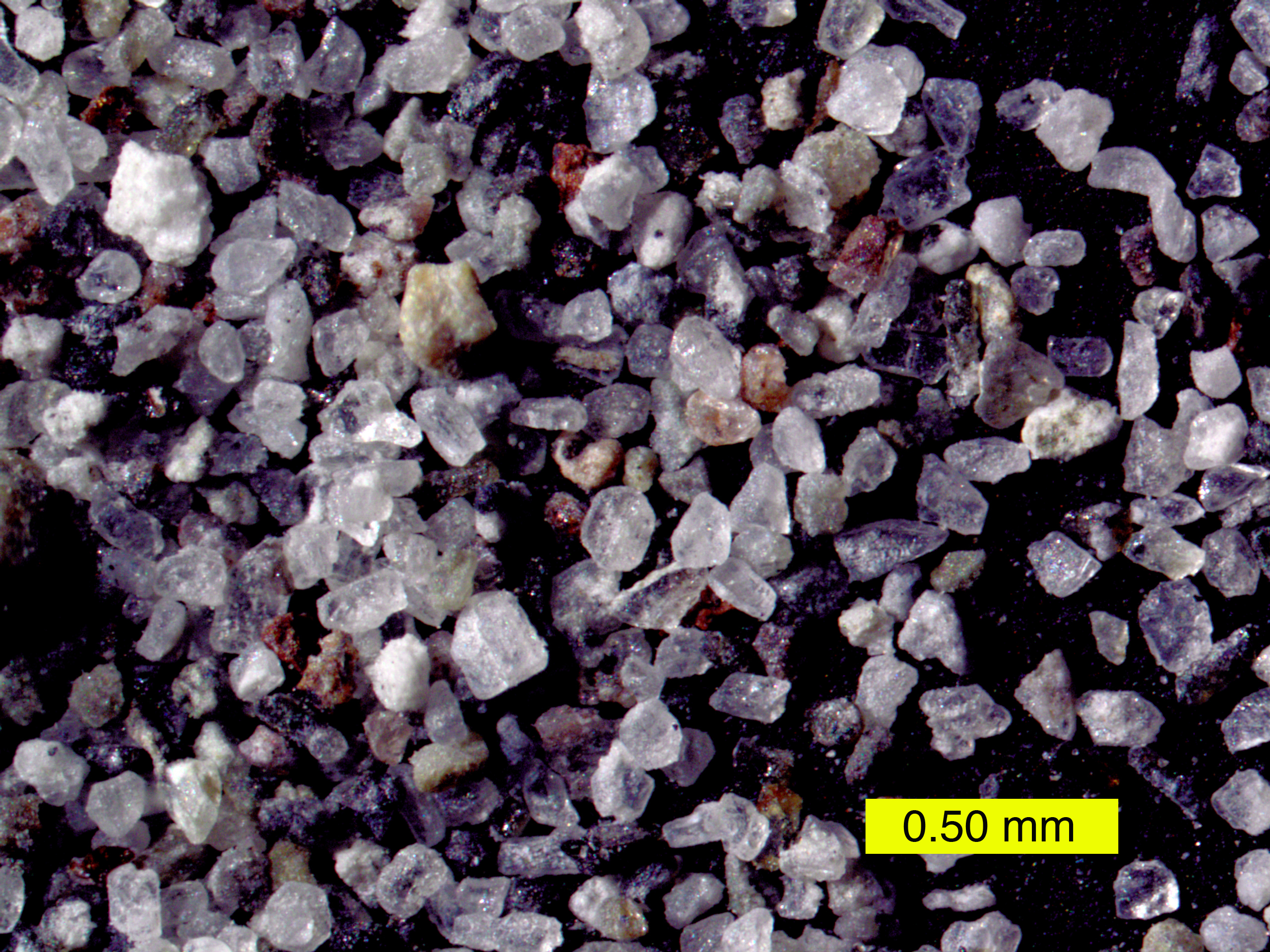
Mikroskopbild av askan från Mount Saint Helens utbrott 1980.

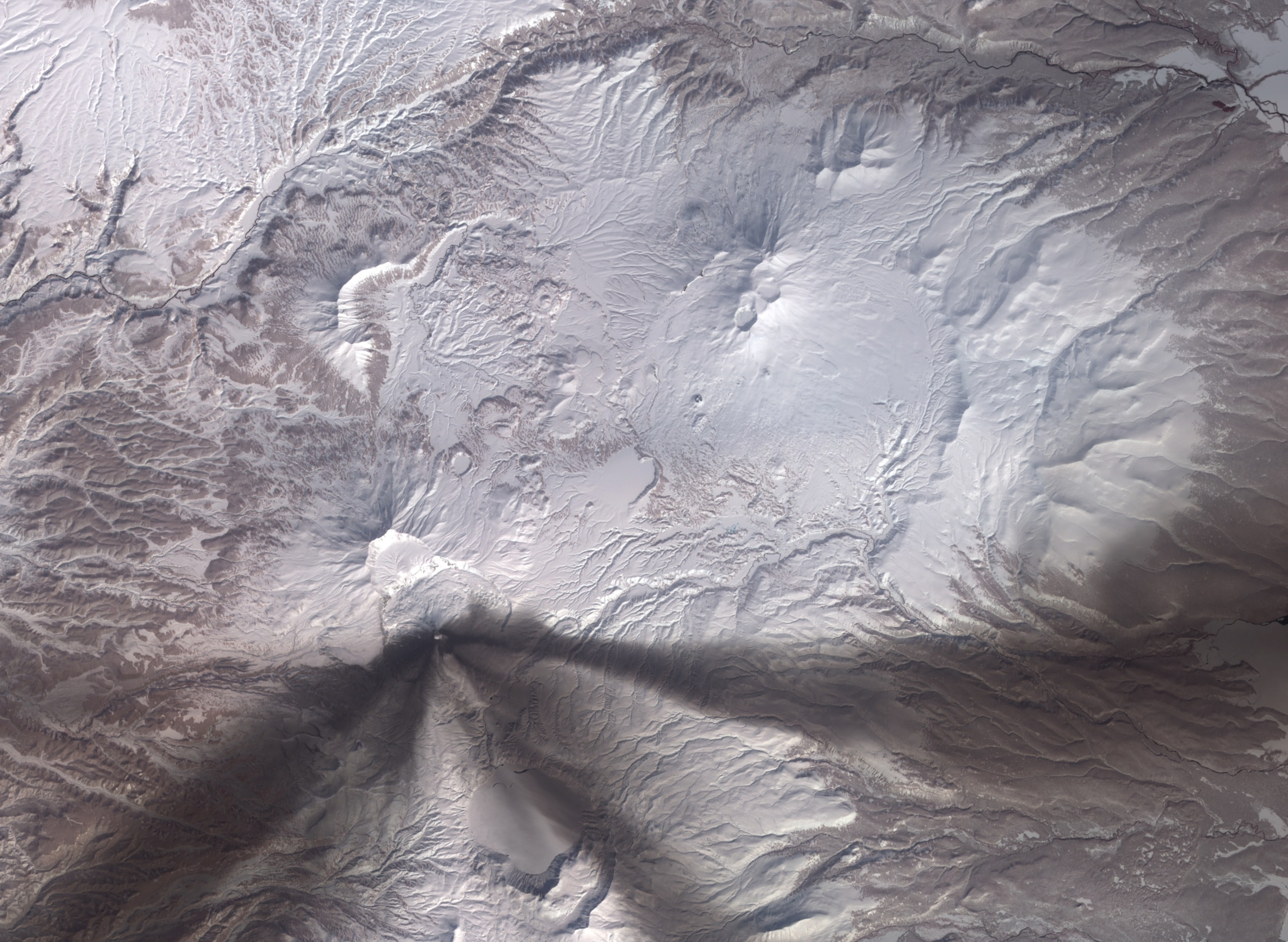
Satellitbild över området runt Karymskij, Kamtjatka. Aska från tidigare utbrott har landat på snölandskapet och lämnat mörkgrå fält.

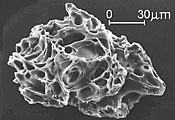
förstoring av askpartiklar från Mount Saint Helens.

Vulkanisk aska består av partiklar som är mindre än 2 millimeter i diameter av pyroklastiskt material, samt bitar av pulveriserat berg och glas som skapats av vulkanutbrott,. Det finns tre mekanismer till att vulkanisk aska bildas: gasutsläpp under dekompression orsakar ett magmatiskt vulkanutbrott; magmakontakt med vatten orsakar ett freatiskt utbrott, med i huvudsak förångat vatten och sten, och ett freatomagmatiskt utbrott, i de fall där också stora mängder magma ingår i eruptionen. Dessa vulkanutbrotts våldsamma natur skapar ångmoln med magma ihop med pulvriserade bitar av det omgivande materialet i det vulkaniska röret, som förvandlats ned till partiklar i storlek som sand eller lera. Vulkanaska kan leda till stora andningsproblem och maskinhaverier. Vulkaniska askmoln kan också ändra de normala vädermönstren och hota flygsäkerheten.
Betydande anhopningar av askfall kan leda till omedelbar förstörelse av det mesta av det lokala ekosystemet, samt även förstöra konstruktioner. Över tid kan dock askan leda till skapandet av bördiga jordar. Askan kan också smälta samman till ett fast material, som kallas tuff. På en geologisk tidsskala kan utsöndringen av stora mängder aska skapa en vulkankägla (askkon).

## Termer
Termen för allt material som ett vulkanutbrott har kastat ut kallas pyroklastiskt material. Askan är den del av materialet som understiger 2 millimeter i diameter.
| storlek   | pyroklast | främst okonsoliderad: tephra | främst konsoliderad: pyroklastisk sten |
| --------- | --------- | ---------------------------- | -------------------------------------- |
| > 64 mm   | block     | agglomerate                  | agglomerate, pyroklastisk breccia      |
| < 64 mm   | Lapillus  | lapilli tephra               | lapilli tuff                           |
| < 2 mm    | grov aska | grov aska                    | grov tuff                              |
| < 0.06 mm | fin aska  | fin aska                     | fin tuff                               |

modifierad tabell efter Heiken och Wohletz, 1985.
Aska bildas när solid sten krossas och magma separerar i mycket små partiklar under explosiv vulkanisk aktivitet. Den vanligtvis våldsamma karaktären av ett utbrott med ånga (freatiskt utbrott eller freatomagmatiskt utbrott) resulterar i att magman och den solida berggrunden runt vulkanröret slits sönder till partiklar av sand eller lera.

## Spridning
Den askplym som ofta ses över en vulkan, som fått utbrott, består främst av aska och ånga. De mycket fina partiklarna kan färdas tusentals kilometer och fällas ut som ett dammliknande lager över landskapet. Detta asklager kallas på engelska för ashfall.
Om magma sprutas ut, stelnar partiklarna i luften som små fragment av vulkaniskt glas. Till skillnad från den aska som bildas vid förbränningen av trä eller annat brännbart material, är vulkanaska hård och nötande. Den är olöslig i vatten och leder ström (speciellt när den är våt).
Askan kan smälta ihop till ett fast material, som kallas tuff. Askfall bryts annars ned med tiden och bildar mycket bördig jord, som har gjort många vulkaniska regioner lättodlade och bebodda trots de inneboende farorna.
År 1783 dödade vulkanen Lakis utbrott ungefär en femtedel av Islands befolkning, och skickade ett enormt giftigt moln av aska och svavelhaltiga gaser över Västeuropa. Enbart i Storbritannien har man beräknat att 23 000 dog av förgiftning.

## Atmosfäriska effekter
När aska börjar falla under dagtid, blir himlen disig och får en blekgul färg. Askfallet kan bli så tätt att himlen i dagsljus förvandlas från grå till becksvart, samtidigt som askan drastiskt drar ned både sikt och ljud. En mörk askhimmel sänker temperaturen under dagtid, från det annars normala. Häftiga åskväder brukar följa, ihop med en stark lukt av svavel. Om det regnar samtidigt, förvandlar regnet askan till en hal lera. Regn och åska i kombination med aska kan leda till strömavbrott, kommunikationsförluster och desorientering.
Vulkaniska askpartiklar har en maximal uppehållstid i troposfären av några veckor. Då de finaste tefrapartiklarna bara finns kvar i stratosfären i bara några månader, har de normalt bara mindre klimatpåverkan och de kan spridas runt om i världen på hög höjd. Detta suspenderade material bidrar till spektakulära solnedgångar. Den stora klimatpåverkan från vulkanutbrott orsakas av gasformiga svavelföreningar, främst svaveldioxid, som reagerar med OH- och vatten i stratosfären för att skapa sulfidföreningar i aerosolform, med en livslängd på 2-3 år.

## Faror
Den mest förödande omedelbara effekten av vulkanisk aska kommer från pyroklastiska flöden. Dessa uppstår när ett vulkanutbrott skapar en "lavin" av het aska, gaser och stenar som kan flöda i hög hastighet ner på en vulkans sidor. Dessa heta flöden kan beroende på dess sammansättning, volym, temperatur och den omgivande markens lutning, komma upp till hastigheter runt 700 km/h. De kan också vara väldigt oförutsägbara. Normalt baseras ett flödes antagliga väg på topografin i en region, men den kan snabbt bli förändrad, dalar kan fyllas och flöda över. År 1902 blev staden St Pierre på Martinique förstörd av ett pyroklastiskt flöde som dödade över 29 000 människor.
Vulkanisk aska kan också blandas med vatten, exempelvis från smält snö och is, och bilda en slamström som kan forsa ned i omgivande dalgångar och begrava allt i sin väg. Detta hände runt den colombianska vulkanen Nevado del Ruiz 1985. Dessa slamströmmar kan också utlösas av kraftiga regnoväder som river med sig aska från vulkanens sluttningar, långt efter det ursprungliga utbrottet.
Fluorförgiftning och boskapsdöd kan uppstå hos betande djur på asktäckt gräs om fluor finns i höga koncentrationer. Inandning av vulkanisk aska kan orsaka än större problem för människor, som redan har nedsatt lungfunktioner på grund av exempelvis astma eller emfysem. De skarpa partiklarna kan orsaka irritation och repor i ögats hornhinna. Människor som normalt bär linser bör bära glasögon under ett askfall, för att förhindra ögonskador. Dessutom kan vulkanisk aska, ihop med fukt i lungorna, skapa ett ämne som liknar flytande cement. 
All inandningsluft måste filtreras noggrant med en fuktig trasa eller en ansiktsmask, när man står inför ett askfall. Askan har en hög densitet och det räcker ofta med 100 millimeter för att svagare tak ska rasa. Ett askfall på 300 millimeter dödar den mesta vegetationen, boskap, det marina livet i närliggande sjöar och floder och gör vägar obrukbara. Tillsammans med regn och åska leder större askfall till strömavbrott, förhindrar kommunikation och desorienterar människor.

### Flygtrafiken
Enligt Dougal Jerram, en forskare vid CeREES vid Durhams universitet i Storbritannien: "Utbrott som drivs av gas börjar skumma och expandera när de når ytan. Detta resulterar i explosiva utbrott och fin aska slungas upp i atmosfären. Om den når tillräckligt högt, kan askan nå de övre luftlagren för att där spridas med vindarna runt världen, till exempel från Island till Europa. Dessa luftlager är även där flygplanen har sin marschhöjd". Vulkanisk aska kan skada ett plan på främst fyra sätt:
- Blästringseffekt

Aska kan göra flygplan "blinda" genom att blästra vindrutan som sedan kräver instrumentlandning och skada flygplanskroppen genom att täcka den. Dessutom kan blästringseffekten skada exempelvis landningsstrålkastare.
- Igensättning av sensorer

Aska kan samla sig i flygplanens Fartmätare (luftfartyg). Detta kan orsaka missvisning av flygplanens hastighetsmätare.
- Elektromagnetiska störningar

Vulkaniska askpartiklar är laddade med statisk elektricitet och stör radiokommunikationen.
- Motorfel

Vulkanisk aska kan skada motorerna. Effekten på jetmotorer är särskilt allvarlig eftersom stora mängder luft sugs in vid förbränningen, vilket utgör en stor fara för flygplan som flyger nära askmoln. Om fina askpartiklar sugs in i en jetmotor smälter de vid cirka 1 100° C och sätter sig på turbinbladen och andra delar på turbinen (där det kan bli upp till cirka 1 400° C).
Händelser
Det finns många exempel på skador på jetflygplan som mött askmoln. Efter de vulkaniska händelserna i Galunggung i Indonesien 1982, flög British Airways Flight 9 genom askmolnet och fick motorproblem på alla fyra motorerna. Planet flög från början på 11 000 meter och fick gå ned till 3 700 meter innan motorerna kunde startas. Den 15 december 1989 råkade KLM Boeing 747, som flög mellan Amsterdam till Anchorage, ut för liknande problem i närheten av Mount Redoubt (Alaska). De skador som planet då fick kostade 80 miljoner US dollar att laga. Det var 80 kilo aska i varje turbin och det tog 3 månader att reparera planet.
I april 2010 blev hela luftrummet ovanför Europa avstängt på ett sätt som saknar motstycke, på grund av vulkanisk aska i den övre atmosfären från den isländska vulkanen Eyjafjallajökulls utbrott 2010. Den 15 april 2010 stoppade finländska flygvapnet sina skolflygningar när skador, från vulkanisk aska, hittades i motorernas luftintag på ett jaktplan av märket Boeing F/A-18 Hornet.
Den 22 april 2010 fick även UK RAF Typhoon skolflygning tillfälligt avbrytas, efter att man hade påträffat aska i en jetmotor.
Risker för flyget
En distinktion kan göras mellan riskerna att flyga genom (eller i omedelbar närhet av) ett askmoln och att flyga i ett så kallat påverkat luftrum. Vulkanisk aska i omedelbar närhet av vulkanen är av en helt annan partikelstorlek och densitet än den som hittas i spridningsmoln, som enbart innehåller de finare partiklarna. Den faktiska nivå av askmängd som påverkar exempelvis en jetmotorns normala drift har ännu inte fastställts, utöver vetskapen att en relativt hög mängd aska måste finnas för att det ska bli akut. Detta är dock en allvarlig säkerhetsrisk som kräver förebyggande riskhanterande strategier i linje med andra jämförbara faror för flygtrafiken.
Detektera och undvika
I juni 2010 presenterade flygbolaget Easyjet ett system som säger sig kunna tillåta en säker flygning runt askmoln. Systemet bygger på 20-årig forskning av Fred Prata från den australiska forskningsorganisationen CSIRO, som nu är baserad på det norska institutet för luftforskning.